# Dystasia multifasciculata
Dystasia multifasciculata es una especie de escarabajo longicornio del género Dystasia, familia Cerambycidae. Fue descrita científicamente por Breuning en 1943.
Habita en Vietnam. Los machos y las hembras miden aproximadamente 14 mm.